# Physiologos
Physiologos (gr. Φυσιολόγος, pol. „Fizjolog”) – wczesnochrześcijański, anonimowy tekst grecki, składający się z kilkudziesięciu rozdziałów, z których każdy poświęcony jest jakiemuś zwierzęciu, roślinie bądź kamieniowi. Tekst zawiera opis ich wybranych cech lub zachowań i ich alegoryczną, chrześcijańską interpretację.
Autor utworu, opisując właściwości zwierząt, roślin i kamieni, powoływał się na kogoś, kogo nazywał „Fizjologiem”, czemu tekst zawdzięczał swoją nazwę. To niewielkie pismo szybko stało się ważnym źródłem chrześcijańskiej symboliki przyrodniczej i pierwowzorem licznych średniowiecznych bestiariuszy.

## AutorstwoFizjologa
Kwestia autorstwa Fizjologa pozostaje niewyjaśniona. Bardzo prawdopodobne, że tekst ten od początku był dziełem anonimowym; świadczyć o tym może to, że rękopisy przekazujące najstarszą i prawdopodobnie najczystszą wersję tekstu nie podają imienia autora, w rękopisach zaś późniejszych autorstwo Fizjologa przypisywane jest różnym pisarzom, m.in. Epifaniuszowi, Bazylemu, Grzegorzowi z Nazjanzu, Hieronimowi.

## Datowanie i miejsce powstanieFizjologa
Datowanie Fizjologa jest kwestią dyskusyjną. Niektórzy badacze (F. Lauchert, B.E. Perry czy R. Riedinger) uważali, że jest to tekst bardzo wczesny, powstały już w II wieku, inni (M. Wellmann i E. Peterson) sądzili, że Fizjolog powstał dopiero w drugiej połowie IV wieku.
Nie jest również rozstrzygnięta kwestia miejsca powstania Fizjologa. Najbardziej prawdopodobnym miejscem jest Aleksandria, w której rozwijała się żydowska i chrześcijańska egzegeza alegoryczna. Niektórzy badacze sugerowali jednak, że tekst mógł powstać w Cezarei Palestyńskiej.

## TreśćFizjologa
Najstarsza zachowana wersja Fizjologa obejmuje w wydaniu F. Sbordonego czterdzieści osiem rozdziałów, z których czterdzieści poświęconych jest zwierzętom, sześć kamieniom, a dwa roślinom:
1. O lwie, 2. O słonecznej jaszczurce, 3. O charadriosie, 4. O pelikanie, 5. O puszczyku, 6. O orle, 7. O feniksie, 8. O dudku, 9. O dzikim ośle, 10. O żmii, 11. O wężu, 12. O mrówce, 13. O syrenach i hippocentaurach, 14. O jeżu, 15.	O lisie, 16. O panterze, 17. O wielorybie, 18. O kuropatwie, 19. O sępie, 20. O mrówkolwie, 21. O łasicy, 22. O jednorożcu, 23. O bobrze, 24. O hienie, 25. O zwierzęciu enhydros, 26. O ichneumonie, 27. O wronie, 28. O synogarlicy, 29. O żabie, 30. O jeleniu, 31. O salamandrze, 31 a. O trzech świętych młodzieńcach, 32. O diamencie, 32 a. Jak należy interpretować [właściwości] diamentu, 33. O jaskółce, 34. O drzewie perideksion, 35. O gołębiu, 36. O zwierzęciu hydrops, 37.	O spalających kamieniach, 38. O magnesie, 39.	O potworze zwanym piłą, 40. O ibisie, 41. O kozicy, 42. O diamencie, 43. O słoniu, 44. O agacie i perle, 45. O dzikim ośle i małpie, 46. O kamieniu indyjskim, 47. O czapli, 48. O sykomorze.
Szczególny wpływ na kulturę europejską wywarł rozdział poświęcony jednorożcowi, w którym czytamy:
Psalm mówi: I zostanie wywyższony mój róg, jak róg jednorożca. Fizjolog powiedział o jednorożcu, że ma następującą właściwość. Jest on małym zwierzęciem, podobnym do koźlęcia, bardzo groźnym. Jest bardzo silny i myśliwy nie może zbliżyć się do niego. Ma jeden róg pośrodku głowy. Jak więc można go schwytać? Wysyłają na wprost niego czystą dziewicę. Jednorożec skacze na jej łono, a ona karmi go piersią i prowadzi do króla.
Struktura poszczególnych rozdziałów Fizjologa jest zasadniczo taka sama. Na początku znajduje się zazwyczaj nawiązanie do Pisma Świętego. Często jest to cytat, w którym pojawia się nazwa zwierzęcia, rośliny czy kamienia, którym rozdział jest poświęcony. Następnie autor przytacza charakterystykę zwierzęcia, rośliny czy kamienia, poprzedzając ją zwrotem „Fizjolog powiedział o ...” i podaje alegoryczne wyjaśnienie tej opowieści, okraszone licznymi nawiązaniami biblijnymi i cytatami z Pisma Świętego, po czym podsumowuje całość stwierdzeniem „Dobrze zatem powiedział Fizjolog o ...”. Charakterystyczną cechą Fizjologa jest alegoryczne, utrzymane w duchu chrześcijańskim wyjaśnianie zachowań zwierząt, właściwości roślin i kamieni: autor przedstawił właściwości zwierząt, roślin i kamieni po to, by ujawnić ukryte w nich pouczenia moralne lub chrześcijańskie prawdy wiary.
Autor Fizjologa nie stworzył zamieszczonych w tekście opowieści przyrodniczych, lecz zaczerpnął je z innych dzieł starożytnych. Wiele z zamieszczonych w Fizjologu historii o zwierzętach, roślinach i kamieniach znajdujemy w dziełach Pliniusza Starszego, Plutarcha, Eliana, Strabona, Oppiana z Apamei i Oppiana z Korykos. Istnieje również podobieństwo między Fizjologiem a O zwierzętach Timotheosa z Gazy (V–VI w.) i Kyranidami.

## Wczesne przekładyFizjologa
Fizjolog był niezwykle popularny w średniowieczu, o czym świadczy duża liczba zachowanych rękopisów i przekładów (najstarszymi są tłumaczenia etiopskie, syryjskie, arabskie, ormiańskie). Wydaje się prawdopodobne, że istniało kilka niezależnych tłumaczeń Fizjologa na język łaciński, które ulegały przeobrażeniu i dały początek niezliczonym bestiariuszom średniowiecznym. Z języka łacińskiego został Fizjolog (bądź jego fragmenty) przetłumaczony w średniowieczu na wiele zachodnich języków narodowych. Najstarszym takim tłumaczeniem jest staroangielskie, poetyckie opracowanie trzech rozdziałów Fizjologa, pochodzące prawdopodobnie z IX wieku. W XI–XIII wieku powstały m.in. tłumaczenia niemieckie, angielskie, anglonormańskie, francuskie, islandzkie. Fizjolog był również przekładany na języki słowiańskie, m.in. rosyjski (XV wiek) i serbski (XVI wiek).